# إحصاء متعدد المتغيرات

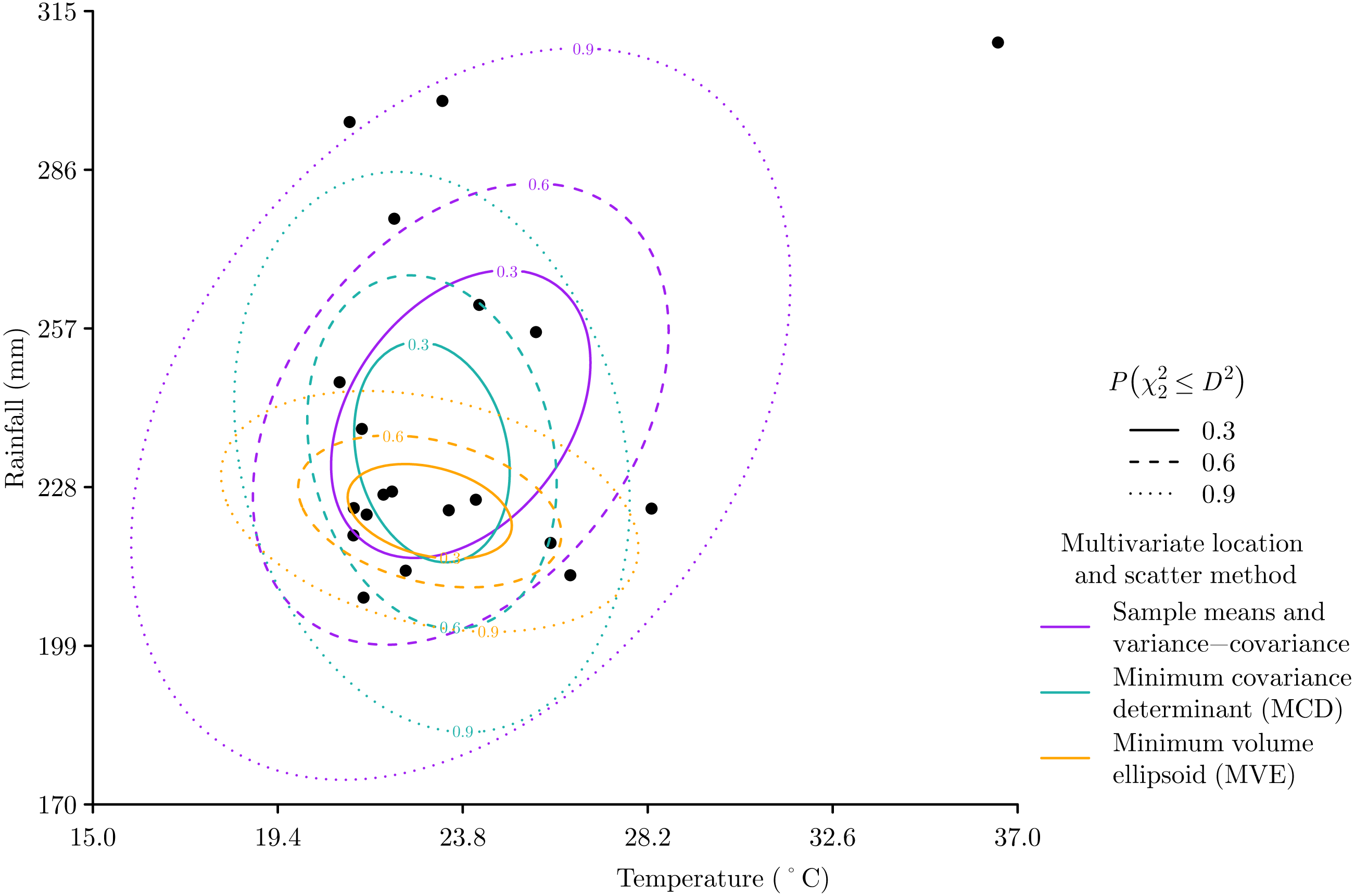
بالنسبة لكل طريقة، تُظهر علامات الحذف خطوط الاحتمال التي تشير إلى ما إذا كان موقع ما في الفضاء البيئي له مسافة ماهالانوبي أكبر مما يمكن توقعه بالصدفة. ويمكن ملاحظة حساسية متوسط العينة وطريقة مصفوفة التباين والتباين للبيانات النائية، وهو ما يتناقض مع كل من محدد التباين الأدنى وأساليب القطع الناقص ذات الحجم الأدنى، والتي تركز على مكان تركيز البيانات.

في الإحصاءات، إحصاء متعدد المتغيرات يهتم بالتوزيع المشترك بين العديد من المتغيرات. التحليلات ذات متغيرين هي حالات خاصة بمتغيرين ، التحليلات المتعددة المتغيرات مختلفة جدا اعتمادا على الهدف المنشود وطبيعة المتغيرات ، يمكننا تحديد عائلتين رئيسيتين: الأول يهتم بالمنهج الوصفي (لتنظيم وتلخيص المعلومات) والآخر بوسائل توضيحية لشرح ما يسمى بالمتغيرات «المستقلة».